# Шансо пре Лош
Шансо пре Лош (фр. Chanceaux-près-Loches) је насељено место у Француској у региону Центар, у департману Ендр и Лоара.
По подацима из 2011. године у општини је живело 144 становника, а густина насељености је износила 9,88 становника/km².

## Демографија
| 1962. | 1968. | 1975. | 1982. | 1990. | 2011. |
| ----- | ----- | ----- | ----- | ----- | ----- |
| 167   | 163   | 108   | 155   | 154   | 144   |